# پی‌اچ‌پی-فیوژن
پی‌اچ‌پی-فیوژن (به انگلیسی: PHP-Fusion) یک سامانهٔ مدیریت محتوا(CMS) است که به وسیبهٔ نیک جونز با پی‌اچ‌پی نوشته شده‌است. این برنامه از پایگاه دادگان مای‌اس‌کیوال برای ذخیرهٔ محتوای ویگاه استفاده می‌کند و سامانهٔ مدیریتی ساده ولی فراگیری دارد. پی‌اچ‌پی-فیوژن دارای ابزارهای معمولی است که در بیشتر سامانه‌های مدیریت محتوا هستند.
در سال ۲۰۰۶، پشتیبانی بسیاری از زبان‌ها به این برنامه افزوده شد.
این برنامه با شرایط مجوز گنو منتشر شده‌است.